# Terry O’Quinn
Terry O’Quinn, właśc. Terrance Quinn (ur. 15 lipca 1952 w Sault Sainte Marie) – amerykański aktor filmowy i telewizyjny, perkusista, gitarzysta i piosenkarz. Występował w serialu telewizyjnym Lost, gdzie kreował postać Johna Locke’a.

## Życiorys

### Wczesne lata
Urodził się w War Memorial Hospital w Sault Sainte Marie w stanie Michigan w rodzinie irlandzkich imigrantów. Podczas nauki w liceum występował jako perkusista. Po ukończeniu szkoły średniej pracował przez jakiś czas jako bokser amator i ochroniarz. Naukę kontynuował w Central Michigan University w Mount Pleasant i University of Iowa.

### Kariera
Ma na swoim koncie również sporo innych ról w popularnych filmach i serialach, między innymi w westernie Tombstone i serialach Star Trek: Następne pokolenie oraz JAG. W 1995 zaczął gościnnie pojawiać się w Z archiwum X, zyskując uznanie producenta Chrisa Cartera, przez którego został zaangażowany do seriali Millenium oraz Ryzykowna gra oraz do pełnometrażowego filmu Z archiwum X: Pokonać przyszłość.
W 2002 pojawił się gościnnie w serialu Alias (nadawanym w Polsce przez TVP1 pod tytułem Agentka o stu twarzach), czym zwrócił na siebie uwagę innego producenta, J.J. Abramsa.
W 2004 trzymał od Abramsa propozycję zagrania w jego nowym serialu Zagubieni, opowiadającym o grupie osób, które przeżyły rozbicie się samolotu pasażerskiego na tropikalnej wyspie. Twórcy serialu od samego początku widzieli O’Quinna w roli Johna Locke’a, dlatego aktor nie musiał brać udziału w castingach i przesłuchaniach.

## Życie prywatne
W listopadzie 1979 roku ożenił się z Lori, z którą zamieszkał w stanie Maryland, lecz ze względu na potrzeby produkcji serialu Zagubieni przenieśli się na Hawaje. W 2010 roku rozwiedli się. Ma dwóch synów: Olivera (ur. 1981) i Huntera (ur. 1983).

## Filmografia

### Filmy fabularne
| Rok  | Tytuł                                                                        | Rola                                                  | Reżyser                         |
| ---- | ---------------------------------------------------------------------------- | ----------------------------------------------------- | ------------------------------- |
| 1980 | Wrota niebios (Heaven’s Gate)                                                | kpt. Minardi                                          | Michael Cimino                  |
| 1983 | Wszystkie właściwe posunięcia (All the Right Moves)                          | Freeman Smith                                         | Michael Chapman                 |
| 1984 | Miejsca w sercu (Places in the Heart)                                        | Buddy Kelsey                                          | Robert Benton                   |
| 1984 | Pani Soffel (Mrs. Soffel)                                                    | detektyw Buck McGovern                                | Gillian Armstrong               |
| 1985 | Nie zabijaj (Right to Kill?, TV)                                             | Jim Barrett                                           | John Erman                      |
| 1985 | Wczesny mróz (An Early Frost, TV)                                            | doktor Redding                                        | John Erman                      |
| 1985 | Srebrna kula (Silver Bullet)                                                 | szeryf Joe Haller                                     | Dan Attias                      |
| 1985 | Figiel (Mischief)                                                            | Claude Harbrough                                      | Mel Damski                      |
| 1986 | Dwie kobiety (Between Two Women, TV)                                         | doktor Wallace                                        | Jon Avent                       |
| 1986 | Waleczne kobiety (Women of Valor, TV)                                        | major Tom Patterson                                   | Buzz Kulik                      |
| 1986 | Kosmiczny obóz (SpaceCamp)                                                   | dyrektor startu                                       | Harry Winer                     |
| 1987 | Ojczym (The Stepfather)                                                      | Gerald „Jerry” Blake / Henry Morrison / Bill Hodgkins | Joseph Ruben                    |
| 1987 | Gdy nadchodzi czas (When the Time Comes, TV)                                 | Wes Travis                                            | John Erman                      |
| 1987 | Czarna wdowa (Black Widow)                                                   | Bruce                                                 | Bob Rafelson                    |
| 1988 | Młode strzelby (Young Guns)                                                  | Alex McSween                                          | Christopher Cain                |
| 1988 | Obcy na mojej ziemi (Stranger on My Land, TV)                                | Connie Priest                                         | Larry Elikann                   |
| 1989 | Bez wyroku (Roe vs. Wade, TV)                                                | Jay Floyd                                             | Gregory Hoblit                  |
| 1989 | Manekin (Pin)                                                                | dr Linden                                             | Sandor Stern                    |
| 1989 | Ślepa furia (Blind Fury)                                                     | Frank Deveraux                                        | Phillip Noyce                   |
| 1989 | Guts and Glory: The Rise and Fall of Oliver North (TV)                       | Aaron Sykes                                           | Mike Robe                       |
| 1989 | Ojczym 2 (Stepfather II)                                                     | Gene F. Clifford / Jerry Blake                        | Jeff Burr                       |
| 1989 | Zapomniana (The Forgotten One, wideo)                                        | Bob Anderson                                          | Phillip Badger                  |
| 1990 | W imię braterskiej krwi (Blood Oath)                                         | major Beckett                                         | Stephen Wallace                 |
| 1990 | Kalejdoskop (Kaleidoscope, TV)                                               | Henry                                                 | Jud Taylor                      |
| 1991 | Do końca na pokładzie (The Last to Go, TV)                                   | Daniel                                                | John Erman                      |
| 1991 | Syn Gwiazdy Porannej (Son of the Morning Star)                               | generał Alfred Terry                                  | Mike Robe                       |
| 1991 | Człowiek rakieta (The Rocketeer)                                             | Howard Hughes                                         | Joe Johnston                    |
| 1991 | Wewnętrzna sprawa CIA (Company Business)                                     | pułkownik Pierce Grissom                              | Nicholas Meyer                  |
| 1992 | W słusznej sprawie (The Good Fight, TV)                                      | Henry                                                 | John David Coles                |
| 1992 | Zakładnicy z Alta View (Deliver Them from Evil: The Taking of Alta View, TV) | Don Bell                                              | Peter Levin                     |
| 1992 | Pokerowa rozgrywka (Wild Card, TV)                                           | Barlow                                                | Mel Damski                      |
| 1992 | Na ostrzu (The Cutting Edge)                                                 | Jack Moseley                                          | Paul Michael Glaser             |
| 1992 | Mój samuraj (My Samurai)                                                     | James McCrea                                          | Fred H. Dresch                  |
| 1993 | Amityville Horror - Następne pokolenie (Amityville: A New Generation, wideo) | detektyw Clark                                        | John Murlowski                  |
| 1993 | Tombstone                                                                    | major John Clum                                       | George Pan Cosmatos             |
| 1993 | Mordercze wizje (Visions of Murder, TV)                                      | admirał Truman Hager                                  | Michael Ray Rhodes              |
| 1993 | Za wcześnie urodzona (Born Too Soon, TV)                                     | doktor Friedman                                       | Noel Nosseck                    |
| 1994 | Ukryta kamera (Lipstick Camera)                                              | Raymond Miller                                        | Mike Bonifer                    |
| 1994 | Śmierć cheerleaderki (A Friend to Die For, TV)                               | Ed Saxe                                               | William Graham                  |
| 1994 | Serce dziecka (Heart of a Child, TV)                                         | Gordon Holc                                           | Sandor Stern                    |
| 1994 | MacShayne: Zwycięzca bierze wszystko (MacShayne: Winner Takes All, TV)       | Danny Leggett                                         | E. W. Swackhamer                |
| 1994 | Nie rozmawiaj z nieznajomymi (Don't Talk to Strangers, TV)                   | Bonner                                                | Robert Michael Lewis            |
| 1996 | Duchy Missisipi (Ghosts of Mississippi)                                      | sędzia Hilburn                                        | Rob Reiner                      |
| 1996 | Lęk pierwotny (Primal Fear)                                                  | Bud Yancy                                             | Gregory Hoblit                  |
| 1997 | Podstępna miłość (My Stepson, My Lover, TV)                                  | Richard Cory                                          | Mary Lambert                    |
| 1997 | Duże czy małe (Breast Men)                                                   | Hersch Lawyer                                         | Lawrence O’Neil                 |
| 1997 | Spisek (Shadow Conspiracy)                                                   | Frank Ridell                                          | George Pan Cosmatos             |
| 1998 | Z Archiwum X: Pokonać przyszłość (The X Files)                               | Darius Michaud                                        | Rob Bowman                      |
| 1999 | Morderstwo w małym miasteczku (Murder in a Small Town, TV)                   | Sidney Lassiter                                       | Joyce Chopra                    |
| 2000 | Tylko dla dorosłych (Rated X)                                                | J.R. Mitchell                                         | Emilio Estevez                  |
| 2001 | Bandyci (American Outlaws)                                                   | Rollin H. Parker                                      | Les Mayfield                    |
| 2001 | II wojna (WW 3, TV)                                                          | Eric Farrell                                          | Robert Mandel                   |
| 2002 | Buntownik (Hometown Legend)                                                  | Buster Shuler                                         | James Anderson                  |
| 2002 | Medalion (The Locket, TV)                                                    | Casey Keddington                                      | Karen Arthur                    |
| 2003 | Fenomen 2 (Phenomenon II, TV)                                                | Jack Hatch                                            | Ken Olin                        |
| 2003 | Old School: Niezaliczona (Old School)                                        | Goldberg                                              | Todd Phillips                   |
| 2016 | New Life                                                                     | doktor Sumrall                                        | Drew Waters                     |
| 2024 | Nieznani bohaterowie (Unsung Hero)                                           | dziadek James                                         | Richard Ramsey i Joel Smallbone |

### Seriale TV
| Rok       | Tytuł                                                              | Rola                                 | Uwagi                                                  |
| --------- | ------------------------------------------------------------------ | ------------------------------------ | ------------------------------------------------------ |
| 1981      | The Doctors                                                        | doktor Jerry Dancy                   |                                                        |
| 1984      | Policjanci z Miami (Miami Vice)                                    | Richard Cain                         | odc.: „Give a Little, Take a Little”                   |
| 1985      | Strefa mroku (The Twilight Zone)                                   | doktor Curt Lockridge                | odc.: „Chameleon”                                      |
| 1985      | Detektyw Remington Steele (Remington Steele)                       | Chuck McBride                        | odc.: „Coffee, Tea or Steele”                          |
| 1987      | Na wariackich papierach (Moonlighting)                             | Bryant Wilbourne                     | odc.: „Take a Left At the Altar”                       |
| 1987      | At Mother’s Request                                                | Joel Campbell                        | miniserial TV                                          |
| 1990      | Gliniarz i prokurator (Jake and the Fatman)                        | Vincent Novak                        | odc.: „You're Driving Me Crazy”                        |
| 1992      | Prawnicy z Miasta Aniołów (L.A. Law)                               | Nick Moats                           | odc.: „Beauty and the Breast”                          |
| 1993      | Opowieści z krypty (Tales from the Crypt)                          | inspektor Martin Zeller              | odc.: „The Bribe”                                      |
| 1994      | Star Trek: Następne pokolenie (Star Trek: The Next Generation)     | admirał Erik Pressman                | odc.: „The Pegasus”                                    |
| 1994      | Ziemia 2 (Earth 2)                                                 | Reilly                               | 6 odcinków                                             |
| 1994      | Matlock                                                            | Malcolm Engle                        | odc.: „The Dare”                                       |
| 1995      | Z Archiwum X (The X Files)                                         | porucznik Brian Tillman              | odc.: „Aubrey”                                         |
| 1995      | Klient (The Client)                                                | Bert Halliwell                       | odcinek pilotowy                                       |
| 1995–2002 | JAG – Wojskowe Biuro Śledcze (JAG)                                 | kapitan / admirał Thomas „CAG” Boone | 10 odcinków                                            |
| 1996      | Diagnoza morderstwo (Diagnosis Murder)                             | doktor Ronald Trent                  | odc.: „The Murder Trade”                               |
| 1996–99   | Milenium (Millennium)                                              | Peter Watts                          | 41 odcinków                                            |
| 1999–2000 | Ryzykowna gra (Harsh Realm)                                        | generał Omar Santiago                | 9 odcinków                                             |
| 2001      | Roswell: W kręgu tajemnic (Roswell)                                | Carl                                 | odc.: „Michael, the Guys, and the Great Snapple Caper” |
| 2002      | Z Archiwum X (The X Files)                                         | człowiek cień                        | odc.: „Trust No 1”                                     |
| 2002–2004 | Agentka o stu twarzach (Alias)                                     | dyrektor Kendall, F.B.I.             | 18 odcinków                                            |
| 2004      | Agenci NCIS (Navy NCIS: Naval Criminal Investigative Service)      | pułkownik Will Ryan                  | odc.: „Enigma”                                         |
| 2004      | Prawo i porządek: Zbrodniczy zamiar (Law & Order: Criminal Intent) | Gordon Buchanan                      | odc.: „Mis-Labeled”                                    |
| 2004–2010 | Zagubieni (Lost)                                                   | John Locke                           |                                                        |
| 2004–2010 | Zagubieni (Lost)                                                   | Wróg Jacoba (VI sezon)               | 7 odcinków                                             |
| 2007      | Mistrzowie science-fiction (Masters of Science Fiction)            | major Albert Skynner                 | odc.: „The Awakening”                                  |
| 2011–2015 | Hawaje 5-0 (Hawaii Five-0)                                         | komandor podporucznik Joe White      | 13 odcinków                                            |
| 2012–2013 | Wrogie niebo (Falling Skies)                                       | Arthur Manchester                    | 3 odcinki                                              |
| 2012      | 666 Park Avenue                                                    | Gavin Doran                          | 13 odcinków                                            |
| 2014      | Piętno gangu (Gang Related)                                        | Sam Chapel                           | 12 odcinków                                            |
| 2014      | Fineasz i Ferb (Phineas and Ferb)                                  | profesor (głos)                      | odc.: „Lost in Danville”                               |
| 2015–2017 | Patriot                                                            | Tom Tavner                           |                                                        |
| 2016      | Podejrzany (Secret and Lies)                                       | John Warner                          | 7 odcinków                                             |
| 2017      | Czarna lista: Odkupienie (The Blacklist: Redemption)               | Howard Hargrave                      |                                                        |

## Nagrody i nominacje
| Rok  | Nagroda                   | Kategoria                                                             | Rola        | Film                    | Rezultat  |
| ---- | ------------------------- | --------------------------------------------------------------------- | ----------- | ----------------------- | --------- |
| 1988 | Saturn                    | Najlepszy aktor                                                       | Jerry Blake | Ojczym (The Stepfather) | Nominacja |
| 1988 | Independent Spirit Awards | Najlepsza główna rola męska                                           | Jerry Blake | Ojczym (The Stepfather) | Nominacja |
| 2005 | Saturn                    | Najlepszy aktor drugoplanowy w serialu lub filmie telewizyjnym        | John Locke  | Zagubieni (Lost)        | Wygrana   |
| 2005 | Emmy                      | Wyróżniający się aktor drugoplanowy w serialu lub filmie telewizyjnym | John Locke  | Zagubieni (Lost)        | Nominacja |
| 2006 | Saturn                    | Najlepszy aktor w serialu lub filmie telewizyjnym                     | John Locke  | Zagubieni (Lost)        | Nominacja |
| 2007 | Emmy                      | Najlepszy aktor drugoplanowy w serialu dramatycznym                   | John Locke  | Zagubieni (Lost)        | Wygrana   |